# Lorancahyus
Lorancahyus — вимерлий рід свиновидих. Знайдений лише в Мохеда (міоцен Іспанії). Види: Lorancahyus daamsi, Lorancahyus hypsorhizus.

## Опис
Ця тварина мала би трохи нагадувати маленького кабана і не повинна перевищувати вагу 60 кілограмів. Особливості Lorancahyus надали його зуби: на відміну від своїх предків, таких як Palaeochoreus і численних свиновидих (наприклад, Hyotherium і Aureliachoerus), ця тварина не мала типових низьких корінних зубів; зуби в області щік були натомість гіпсодонтними (з високою коронкою) і трубчастою формою, дуже схожою на зуби нинішнього трубкозуба. Ця особлива структура зубів, мабуть, відображала спеціалізацію способу життя, очевидно відмінну від спеціалізації інших сучасних свиновидих.

## Палеобіологія
Lorancahyus, імовірно, був пристосований до життя в більш сухому середовищі, ніж більшість свиновидих його епохи; він, ймовірно, харчувався особливо волокнистими матеріалами, такими як трава, і цілком ймовірно, що він часто ковтав достатню кількість землі.